# Triangular Series in Sri Lanka in der Saison 2010
Die Triangular Series in Sri Lanka in der Saison 2010 war ein Drei-Nationen-Turnier das vom 10. bis zum 28. August 2010 in Sri Lanka das im One-Day Cricket ausgetragen wurde. Bei dem zur internationalen Cricket-Saison 2010 gehörenden Turnier nahmen neben dem Gastgeber die Mannschaften aus Indien und Neuseeland teil. Im Finale konnte sich Sri Lanka mit 74 Runs gegen Indien durchsetzen.

## Vorgeschichte
Indien und Sri Lanka bestritten zuvor eine Tour in Sri Lanka gegeneinander. Neuseeland bestritt zuvor eine Tour gegen Sri Lanka in den USA.

## Format
In einer Vorrunde spielte jede Mannschaft gegen jede zweimal. Für einen Sieg gab es vier, für ein Unentschieden oder No Result 2 Punkte. Des Weiteren wurden Bonuspunkte vergeben. Die beiden Gruppenersten qualifizierten sich für das Finale und spielten dort um den Turniersieg.

## Stadion
Das folgende Stadion wurde als Austragungsorte ausgewählt.
| Stadion                                | Stadt    | Kapazität | Spiele            |
| -------------------------------------- | -------- | --------- | ----------------- |
| Rangiri Dambulla International Stadium | Dambulla | 16.800    | Vorrunde & Finale |

## Kaderlisten
Die Mannschaften benannten die folgenden Kader.
| ODI | ODI | ODI |
| Sri Lanka | Indien | Neuseeland |
| --- | --- | --- |
| - Kumar Sangakkara (K & wk) - Mahela Jaywardene (VK) - Tillakaratne Dilshan - Dilhara Fernando - Rangana Herath - Suraj Randiv - Chamara Kapugedera - Nuwan Kulaskera - Lasith Malinga - Angelo Mathews - Ajantha Mendis - Thisara Perera - Thilan Samaraweera - Chamara Silva - Upul Tharanga | - Mahendra Singh Dhoni (K & wk) - Virender Sehwag (VK) - Ravichandran Ashwin - Ravindra Jadeja - Dinesh Karthik (wk) - Virat Kohli - Praveen Kumar - Abhimanyu Mithun - Ashish Nehra - Pragyan Ojah - Munaf Patel - Suresh Raina - Ishant Sharma - Rohit Sharma - Saurabh Tiwary - Yuvraj Singh | - Ross Taylor (K) - Grant Elliott - Martin Guptill - Gareth Hopkins (wk) - Peter Ingram - Nathan McCullum - Andy McKay - Kyle Mills - Jacob Oram - Jeetan Patel - Jesse Ryder - Tim Southee - Scott Styris - Daryl Tuffey - BJ Watling - Kane Williamson |

## Spiele

### Vorrunde
Tabelle
| Teams      | Sp. | S | N | U | R | NR | BP | Punkte | NRR    |
| ---------- | --- | - | - | - | - | -- | -- | ------ | ------ |
| Sri Lanka  | 3   | 2 | 1 | 0 | 0 | 0  | 1  | 9      | +0.960 |
| Indien     | 4   | 2 | 2 | 0 | 0 | 0  | 2  | 10     | −0.946 |
| Neuseeland | 3   | 1 | 2 | 0 | 0 | 0  | 1  | 5      | +0.394 |

Sieg: 4 Punkte; Remis: 2 Punkte
Spiele
| 10. August Scorecard | Dambulla | Neuseeland 288 (48.5)           | – | Indien 88 (29.3) |
|                      |          | Neuseeland gewinnt mit 200 Runs |   |                  |

| 13. August Scorecard | Dambulla | Neuseeland 192 (48.1)           | – | Sri Lanka 195-7 (40.5) |
|                      |          | Sri Lanka gewinnt mit 3 Wickets |   |                        |

| 16. August Scorecard | Dambulla | Sri Lanka 170 (46.1)         | – | Indien 171-4 (34.3) |
|                      |          | Indien gewinnt mit 6 Wickets |   |                     |

| 19.–20. August Scorecard | Dambulla | Sri Lanka 203-3 (43.4) | – | Neuseeland |
|                          |          | No Result              |   |            |

| 22. August Scorecard | Dambulla | Indien 103 (33.4)               | – | Sri Lanka 104-2 (15.1) |
|                      |          | Sri Lanka gewinnt mit 8 Wickets |   |                        |

| 25. August Scorecard | Dambulla | Indien 223 (46.3)           | – | Neuseeland 118 (30.1) |
|                      |          | Indien gewinnt mit 105 Runs |   |                       |

### Finale
| 28. August Scorecard | Dambulla | Sri Lanka 299-8 (50)          | – | Indien 225 (46.5) |
|                      |          | Sri Lanka gewinnt mit 74 Runs |   |                   |

Indien wurde auf Grund zu langsamer Spielweise mit einer Geldstrafe belegt.